# طالب المعمري
طالب بن أحمد المعمري (24 مايو 1972) سياسي عُماني، عضو سابق في مجلس الشورى العُماني وأحد أبناء ولاية لوى شمال مدينة صحار.

## شخصية وطنية
يعتبره البعض رمزا وطنيا نظرا لمواقفه ضد الرشوة والفساد المنتشر في بلاده فيما يراه آخرين كشخص مثير للفتن وباحث عن الشهرة، وقد شارك طالب في احتجاجات الربيع العربي في عُمان واعتقل خلالها من قبل القوات الأمنية وبقي رهن الاعتقال 48 ساعة.

## الترشح لعضوية البرلمان (مجلس الشورى)
بعد الإفراج عنه وقيام السلطان قابوس باصلاحات واقالات في حكومته، تم اقرار لأول مرة في عُمان مجلس شورى جديد بصلاحية محدودة، وفتح باب الترشح لتمثيل مدن وولايات البالغ عددها 61.
رغم عدم رغبة طالب المعمري للترشح لعضوية عن ولاية لوى؛ الا ان توافد اهالي الولاية إلى منزله لاقناعه بالترشح نظرا لمكانته وسمعته ومواقفه الوطنية.

## المناصب
شغل الدكتور طالب المعمري مناصب مهنية وبلدية وتطوع في جمعيات أهلية أبرزها:
- عضو بالجمعية العمانية للكتاب والأدباء.
- عضو في مجلس البحث العلمي.
- عضو في جمعية النور للمكفوفين.
- عضو متطوع في لجنة بلدية لوى 2000-2003.

## ممثل لولاية لوى
فاز طالب المعمري بمنصب عضو ممثل ولاية لوى في البرلمان (مجلس الشورى) بعد اكتساحه لاصوات الناخبين لصالحه، بفضل شهرته بين أبناء ولاية لوى، وتعاني ولاية لوى مشكلات وأبرزها البطالة والتلوث والمخدرات والرعاية الصحية.

## انتقادات للحكومة
تصاعدت انتقادات طالب المعمري للحكومة بسبب «الردود الانشائية» من قبل مجلس الوزراء بعد عرض منقاشات لمواضيع البطالة والقوى العاملة والميزانية العامة، وقد صرح رفضه لوصاية مجلس الوزارء على أعضاء مجلس الشورى و«انه سيدافع عن حقوق من انتخبنا حتى آخر رمق!»

## مطالب لرفع الحصانة
طالب الادعاء العام برفع الحصانة عن ممثل ولاية لوى بسبب كما يدعي "استقبال شكوى من موظف في وزارة الإسكان باهانة كرامة في موقع التواصل الاجتماعي الفيسبوك، تم التوصيت في مجلس الشورى برفض 32 عضوا رفع الحصانة في جلسة سرية.

## اعتقاله
وفي 22 من أغسطس نظم المواطنون بلوى مظاهرة سلمية احتجاجا على الانبعاثات الملوثة للبيئة الناتجة عن المصانع البتروكيماوية بميناء صحار، وصرح العديد من المتظاهرين أن طالب المعمري شارك في الاحتجاج، لكن كوسيط بين السلطات والمحتجين وأنه كان يقوم بدوره كمنتخب بمجلس الشورى يحرص على شؤون ناخبيه ويدافع عن مصالحهم.
وأطلقت قوات الأمن القنابل المسيلة للدموع وخراطيم المياه لتفريق جموع المتظاهرين وكان الدكتور طالب المعمري ضمن الجرحى نتيجة التدخل العنيف لقوات الأمن.
في 23 أغسطس 2013، اجتمع الدكتور طالب المعمري بأعضاء آخرين من مجلس الشورى ومسؤولين حكوميين بشأن الرد العنيف لقوات الأمن ضد المتظاهرين، قبل التوجه إلى بيت أخيه حيثُ ألقي عليه القبض في الساعات الأولى من صبيحة 24 أغسطس 2013 بعدما طوق العديد من عناصر قوات الأمن البيت قبل مهاجمته. وتم الإفراج عنه في عام 2016.